# 温岭市
温岭市是中华人民共和国浙江省台州市代管的县级市。温岭地处浙江东南沿海，长三角地区的南翼，三面临海，东边与东海相连，南边与玉环市相邻，西边与乐清市及乐清湾相邻，北边与台州市区相连。全市岛屿170个，海岸线长317公里，滩涂面积为155平方公里，距省会杭州300公里，全境“四山一水五分田”，是著名的温黄平原所在地，素称“鱼米之乡”，被誉为“虾仁王国”。 
温岭历史悠久，早在新石器时期，就有人类居住。明成化五年，置太平县，1914年更名为温岭，1994年撤县设市，始称温岭市。温岭建县伊始，直至2006年治府设在今太平街道方城路58号。2006年市政府迁址太平街道人民东路258号新行政中心。改革开放以来，温岭经济社会发展迅速，各项事业取得长足进步，先后获得国家级荣誉。

## 历史

### 地名来源
温岭原称太平，以境内太平岩得名，后因与其他省份的太平县同名，改名为温岭，以县西温峤岭得名。

### 明代
- 1469年(明宪宗成化五年) - 台州知府阮勤以地远难治为由，析黄岩县南境设立太平县（以境内太平岩得名），属台州府。
- 1476年(明宪宗成化十二年) - 将温州府乐清县之山门乡、玉环乡等地划归太平县。

### 清代
- 1911年(清宣统三年) - 辛亥革命后，太平县属台州军政分府。

### 民国
- 1912年5月 - 台州军政分府撤销，太平县直属浙江省。
- 1914年(民国3年) - 省县间设道制，太平县属会稽道。同年内务部编查地名，因与山西、四川、安徽等省的太平县同名，因而改名为温岭县（以县西温峤得名）。
- 1916年 - 取消道制，温岭县直属浙江省。
- 1921年6月 - 温岭县属浙江省第六行政督察区。
- 1921年9月 - 属第五行政督察区。
- 1923年 - 属第四行政督察区。
- 1924年9月 - 属临海行政督察区（次年改称第七行政督察区）。
- 1937年7月 - 属第六行政督察区。
- 1949年5月28日 - 中国人民解放军浙南游击纵队第三支队进入温岭县城。
- 1949年6月29日 - 成立温岭县人民政府，温岭县属浙江省第六专区（后称台州专区）。

### 中华人民共和国
- 1954年5月 - 温岭县属温州专区。
- 1957年7月 - 属台州专区。
- 1958年12月 - 属温州专区。
- 1959年3月 - 撤销玉环县，原属玉环县的楚门等4公社并入温岭县。
- 1962年2月 - 恢复玉环县，原辖区划归玉环。
- 1962年5月 - 恢复台州专区，温岭县属台州专区。
- 1978年 - 温岭县属台州地区。[4]

- 1994年3月 - 经国务院批准，温岭撤县设市，称温岭市。[5]
- 1994年8月22日 - 台州地区撤地设市，温岭市属台州市。[6]

## 地理

### 地形
温岭地势西高东低，西部、西南部多为低山丘陵，北部、东部多为平原，市境地貌多元，有低山、高丘、低丘、台地、平原、滩涂、岛屿等，以平原为主，为温黄平原的组成部分。最高山为西部的太湖山，主峰海拔734米，系北雁荡山余脉。海拔500米以上高峰依次有四尖山、步登高、斗米尖、大岙尖等。
境内溪河众多，多源于西部和西南部丘陵山地，因山低矮，集雨面积不广，故无较大河流。河流按地形和流向划分为金清水系、江厦港、横坑溪、横山溪、大雷溪，境内河道纵横密布，为温黄平原排灌、航运水道。在丘陵上共建有大大小小水库不及其数，主要有湖漫水库、太湖水库、花芯水库、桐岭水库。温岭海岸漫长，且曲折多港湾，湾内成岙，主要海湾有乐清湾、隘顽湾、大港湾。
温岭岛屿大多散布于东、南、西南3面近海海域，计170个。全市大于500平方米岛屿的陆域面积为14.72平方千米，均由凝灰岩、火成岩等岩石组成。有26个岛屿有人居住，其中常年居住的有11个岛屿，岛上面积为 10.22平方千米。全市有礁75个，其中明礁24个，干出礁45个，暗礁4个，适淹礁2个。

### 气候
温岭属中亚热带季风气候，海洋性气候影响明显。总的特征是气候温和，四季分明，雨量充沛，光照适宜。
| 温岭市 2017年        | 温岭市 2017年 | 温岭市 2017年 | 温岭市 2017年 | 温岭市 2017年 | 温岭市 2017年 | 温岭市 2017年 | 温岭市 2017年 | 温岭市 2017年 | 温岭市 2017年 | 温岭市 2017年 | 温岭市 2017年 | 温岭市 2017年 | 温岭市 2017年   |
| 月份                 | 1月           | 2月           | 3月           | 4月           | 5月           | 6月           | 7月           | 8月           | 9月           | 10月          | 11月          | 12月          | 全年            |
| -------------------- | ------------- | ------------- | ------------- | ------------- | ------------- | ------------- | ------------- | ------------- | ------------- | ------------- | ------------- | ------------- | --------------- |
| 平均高温 °C（°F）    | 24.3 (75.7)   | 25.9 (78.6)   | 22.4 (72.3)   | 29.2 (84.6)   | 33.6 (92.5)   | 32.8 (91.0)   | 38.7 (101.7)  | 37.3 (99.1)   | 37.3 (99.1)   | 33.9 (93.0)   | 25.5 (77.9)   | 20.2 (68.4)   | 30.1 (86.2)     |
| 日均气温 °C（°F）    | 9.8 (49.6)    | 8.9 (48.0)    | 11.6 (52.9)   | 18 (64)       | 22 (72)       | 23.6 (74.5)   | 30.2 (86.4)   | 29.9 (85.8)   | 26.8 (80.2)   | 21.5 (70.7)   | 15.3 (59.5)   | 9.4 (48.9)    | 18.9 (66.0)     |
| 平均低温 °C（°F）    | −0.1 (31.8)   | 0.1 (32.2)    | 2.9 (37.2)    | 7.8 (46.0)    | 15.1 (59.2)   | 15.8 (60.4)   | 25.3 (77.5)   | 25.3 (77.5)   | 19.5 (67.1)   | 12.7 (54.9)   | 7.6 (45.7)    | 1.2 (34.2)    | 11.1 (52.0)     |
| 平均降水量 mm（）    | 36.2 (1.43)   | 26.5 (1.04)   | 135.2 (5.32)  | 115.3 (4.54)  | 96 (3.8)      | 292.9 (11.53) | 43.6 (1.72)   | 86.3 (3.40)   | 91.5 (3.60)   | 230.2 (9.06)  | 140.1 (5.52)  | 26.1 (1.03)   | 1,319.9 (51.99) |
| 月均日照時數         | 81.6          | 111.1         | 76.2          | 146.8         | 122           | 34.5          | 266.6         | 242.8         | 151.5         | 152.4         | 61.4          | 131.8         | 1,578.7         |
| 来源：2018年温岭年鉴 |               |               |               |               |               |               |               |               |               |               |               |               |                 |

## 人口
温岭人多地少，是中国人口密度最高的县市之一。根据第七次全国人口普查结果，2020年温岭市常住人口1416199人。2020年末温岭市户籍总人口1220723人。
常住人口
2010年温岭市常住人口教育程度
户籍人口
2020年末温岭市户籍总人口1220723人，其中男性人口617411人，女性人口603312人，男女性别比为102.3︰100；全市城镇人口667291人，乡村人口553432人。全年出生人口8392人，其中往年出生1331人，死亡人口7892人，人口出生率为6.87‰，死亡率为6.46‰，人口自然增长率为0.41‰。
历史人口
温岭历史悠久，早在新石器时期，就有人类居住。唐代以后，外地迁入人口渐次增多，主要来自福建及中原地区。五代迁入12姓16族，宋代迁入22姓26族，元、明、清三朝代迁入27姓33族。清末民初，临海、黄岩一批居民迁入松门一带，以垦种海涂为生。宋至清代迁出至少13姓29族，多迁往温州、乐清、玉环、宁波、临海、黄岩等地。民国期间一批商贩、手工业工人、破产农民涌往嘉兴、宁波、普陀、上海等地谋生。1949年后人口流动相对稳定。1955年国民党军队撤离大陈岛（时大陈岛为温岭县属地），岛上居民1.5万人移居台湾，以后大陈岛划归海门直辖区，温岭有千余渔民、农民移居大陈。
温岭建县初期，全县总人口不足3万。明成化八年为29581人。嘉靖十一年为46882人。此后，因强令沿海三十里居民内迁，加之灾害频繁，人民流离失所，至清康熙十一年，减至28000人。宣统二年增到459982人。1910至1949年，年递增率为2.4‰。
姓氏
据《温岭县志》载，截止1987年，乡居温岭三代以上的本地姓氏至少有170个，以陈、林、江、潘、金、王、张为大姓，季、赵、叶、郭、颜、徐、郑稍次之，钟、毛、黄、梁、朱、谢、杨又次之。在本地姓氏中人口较少的有：千、万、车、尹、甘、占、乐、白、米、华、寿、阿、汤、郎、於、孟、岩、欧、骆、柴、桑、符、蓝、梅、虞、诸葛等姓。

### 市委

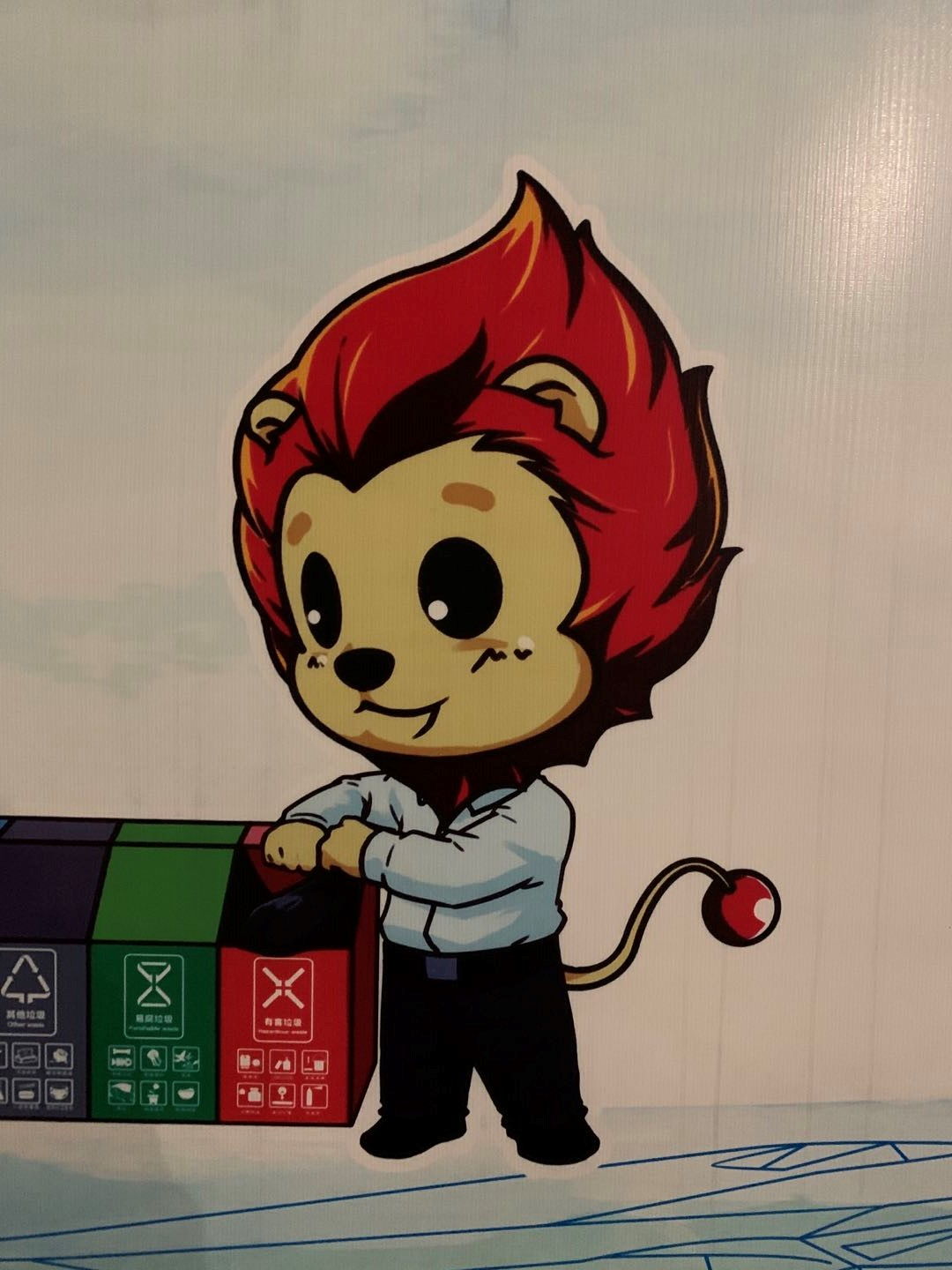
温岭网络正能量形象 - 曙光狮

## 政治

### 市人大
温岭市人民代表大会代表，除分配到各镇(街道)参选代表名额外，按照每一代表所代表的城乡人口数相同的原则，以及保证各地区、各民族、各方面都有适当数量代表的要求，以去年年底户籍人口数为依据，按各镇(街道)和市直机关区块，具体分配到各选区，流动人口专设选区。第十六届人大共有374名代表，由161个市级人大代表选区于2016年12月20日选出，任期5年。
| 所属乡镇 | 站点名称           | 地址                                   | 开放时间                              |
| -------- | ------------------ | -------------------------------------- | ------------------------------------- |
| 滨海镇   | 滨西工作站         | 闸南村老年活动中心                     | 每月农历初三                          |
| 滨海镇   | 滨北工作站         | 永进村部                               | 每月农历十六                          |
| 滨海镇   | 滨南工作站         | 新西村文化礼堂                         | 每月农历十九                          |
| 滨海镇   | 滨东工作站         | 中海村部                               | 每月农历廿三                          |
| 城北街道 | 城北联络站         | 城北街道老干部活动中心                 | 每月12号上午                          |
| 城东街道 | 城东人大代表联络站 | 九龙汇商业街338-46号                   | 每月15号上午8点半至11点，每月一次     |
| 城南镇   | 大闾联络站         | 城南镇文一路27号                       | 每月农历二十六日                      |
| 城南镇   | 岙环联络站         | 沙头门村366号(沙头门村村部旁)          | 每月农历二十二                        |
| 城南镇   | 横山联络站         | 横山管理区                             | 每月农历十八上午8点至11点半，每月一次 |
| 城西街道 | 城西街道联络站     | 鉴洋村部                               | 每月农历16上午8点半至11点半，每月一次 |
| 大溪镇   | 潘郎联络站         | 潘郎管理区                             | 每月农历初十上午8点至11点半，每月一次 |
| 大溪镇   | 太湖联络站         | 大溪供电所                             | 每月农历初九上午8点至11点半，每月一次 |
| 大溪镇   | 北城联络站         | 大溪镇消防中队二楼                     | 每月农历初八上午8点至11点半，每月一次 |
| 大溪镇   | 南城联络站         | 大溪国土分局                           | 每月农历初三上午8点至11点半，每月一次 |
| 大溪镇   | 山市联络站         | 山市管理区                             | 每月农历初六上午8点至11点半，每月一次 |
| 横峰街道 | 横峰联络站         | 横峰文化体育活动中心                   | 每月农历初八上午8点至11点半，每月一次 |
| 石桥头镇 | 石桥联络站         | 石景小区一期                           | 每月农历十六上午                      |
| 石塘镇   | 中城代表联络站     | 原钓浜供电所                           | 每月8号                               |
| 石塘镇   | 西城代表联络站     | 原新红村村部                           | 每月12号                              |
| 石塘镇   | 南城代表联络站     | 老石塘片吉祥石塘文化礼堂               | 每月18号                              |
| 松门镇   | 北城联络站         | 松门镇综合文化站二楼                   | 每月10日上午（逢周末延迟）            |
| 松门镇   | 南城联络站         | 松门东南社区二楼（松门镇消防大队隔壁） | 每月15日上午（逢周末延迟）            |
| 松门镇   | 淋川联络站         | 松门镇南咸田村委会                     | 每月20号上午（逢周末延迟）            |
| 太平街道 | 太平联络站         | 太平社区                               | 每月8号上午8点至11点半，每月一次      |
| 太平街道 | 卖鱼桥联络站       | 卖鱼桥社区                             | 每月15号上午8点至11点半，每月一次     |
| 太平街道 | 锦屏联络站         | 锦屏社区                               | 每月18号上午8点至11点半，每月一次     |
| 温峤镇   | 江厦片工作站       | 江厦小学旧址                           | 每月农历十九上午8点至11点半，每月一次 |
| 温峤镇   | 桐山片工作站       | 横路头村村部                           | 每月农历初九上午8点至11点半，每月一次 |
| 温峤镇   | 青屿片联络站       | 半山村村部                             | 每月农历廿九上午                      |
| 温峤镇   | 温峤片联络站       | 温峤老镇政府                           | 每月农历初六上午                      |
| 坞根镇   | 沙山联络站         | 原沙山卫生院                           | 每月农历初八上午8点至11点半，每月一次 |
| 坞根镇   | 坞根联络站         | 原坞根小学                             | 每月农历初十上午8点至11点半，每月一次 |
| 新河镇   | 雅雀联络站         | 雅雀村文化礼堂                         | 每月8日上午                           |
| 新河镇   | 塘下联络站         | 塘下村村部                             | 每月18日上午                          |
| 新河镇   | 六闸联络站         | 六闸村文化礼堂                         | 每月12日上午                          |
| 新河镇   | 长屿联络站         | 长屿公路养护站                         | 每月22日上午                          |
| 泽国镇   | 新温岭人联络站     | 牧屿菜场三楼                           | 每月26日下午1点半到4点半              |
| 泽国镇   | 东片联络站         | 泽国上孚李村村部                       | 每月20日下午1点半到4点半              |
| 泽国镇   | 中片联络站         | 月湖书院                               | 每月20日下午1点至4点半                |
| 泽国镇   | 牧屿联络站         | 牧屿菜场三楼                           | 每月13日下午1点半到4点半              |
| 泽国镇   | 联树联络站         | 楼下张村部                             | 每月16日下午1点半到4点半              |
| 箬横镇   | 贯庄联络站         | 贯庄村部                               | 每月农历十八上午8点至11点半，每月一次 |
| 箬横镇   | 西南联络站         | 高龙书院（箬横镇前九份村内）           | 每月农历十八上午8点至11点半，每月一次 |
| 箬横镇   | 城区联络站         | 箬横镇文体中心一楼                     | 每月农历廿十                          |
| 箬横镇   | 山前联络站         | 娄江村村部                             | 每月农历廿十                          |

温岭市人大代表按区域分布

温岭市人民代表大会会议每年至少举行一次，一般于第一季度召开，市本级人大代表组成城区一、二、三团、泽国、大溪、松门、箬横、新河、石塘、滨海、温西片、城南片等12个代表团参加会议。市人大常委会会议每两个月至少举行一次。主任会议每月至少举行一次，一般安排在中、下旬举行。人大常委会设置办公室、信访办公室、代表与选任工作委员会、监察和司法工作委员会、财政经济工作委员会、教育科技文化卫生工作委员会、农业与农村工作委员会、城乡建设与环境资源保护工作委员会、预算工作委员会、社会建设工作委员会等专门委员会。第十六届市人大常委会主任为陈辉。
温岭市共有浙江省级人大代表4名，台州市级人大代表49名。温岭市乡镇级人大代表共有1081名。

### 市政府
温岭市人民政府办公地点位于温岭市太平街道人民东路258号。
市级部门
- 市政府办公室
- 市信访局
- 市发改局
- 市经信局
- 市教育局
- 市科技局
- 市民宗局
- 市公安局
- 市民政局
- 市司法局
- 市财政局
- 市人力社保局
- 市自然资源和规划局
- 台州市生态环境局温岭分局
- 市住房和城乡建设局
- 市交通运输局
- 市农业农村和水利局
- 市商务局
- 市文化和广电旅游体育局
- 市卫生健康局
- 市退役军人事务局
- 市应急管理局
- 市审计局
- 市市场监管局
- 市统计局
- 市医疗保障局
- 市综合行政执法局
- 市港航口岸和渔业管理局
- 市行政服务中心
- 市公共资源交易中心
- 市城市新区管委会
- 温岭开发区管委会
- 市铁路新区管委会
- 温岭广播电视台
- 市流动人口服务中心
- 市金融工作中心
- 市体育事业发展中心
- 市供销社

垂直管理部门
- 市税务局
- 市烟草局
- 市气象局
- 市供电局
- 人民银行温岭市支行

历任市长（县长）
| 任次 | 姓名   | 上任日期   | 卸任日期   |
| ---- | ------ | ---------- | ---------- |
| 1    | 张学义 | 1949年6月  | 1951年11月 |
| 2    | 邢俊良 | 1952年7月  | 1953年7月  |
| 3    | 林正   | 1953年7月  | 1954年8月  |
| 4    | 蔡康春 | 1954年8月  | 1958年5月  |
| 5    | 卜宪祚 | 1958年6月  | 1962年2月  |
| 6    | 蔡康春 | 1962年10月 | 1966年4月  |
| 7    | 滕时科 | 1966年4月  | 1967年5月  |
| 8    | 王亨元 | 1967年5月  | 1967年8月  |
| 9    | 王振礼 | 1968年5月  | 1975年4月  |
| 10   | 王瑶卿 | 1977年3月  | 1979年6月  |
| 11   | 吕金浩 | 1979年6月  | 1981年5月  |
| 12   | 吴志文 | 1984年1月  | 1985年12月 |
| 13   | 詹德清 | 1986年1月  | 1990年1月  |
| 14   | 张敬钤 | 1990年1月  | 1994年3月  |
| 15   | 陈宝福 | 1994年7月  | 1997年9月  |
| 16   | 周建国 | 1997年9月  | 1999年11月 |
| 17   | 王金生 | 1999年11月 | 2000年9月  |
| 18   | 王建平 | 2000年9月  | 2005年6月  |
| 19   | 叶海燕 | 2005年6月  | 2010年2月  |
| 20   | 周先苗 | 2010年2月  | 2011年7月  |
| 21   | 李斌   | 2011年7月  | 2015年7月  |
| 22   | 徐仁标 | 2015年7月  | 2016年11月 |
| 23   | 王宗明 | 2016年11月 | 2021年2月  |
| 24   | 林强   | 2021年2月  | 至今       |

### 市政协
温岭市政协设置专职正副主席，每年召开1次全体会议，每季召开1次常委会议，每月召开1次主席会议，并形成例会制度。机构设置包括办公室、提案委员会、委员工作委员会、经济科技委员会、人口资源环境委员会、教文卫体委员会、社会和法制委员会、港澳台侨和民族宗教委员会、文史和学习委员会。第十四届温岭市政协主席为黄海斌。
温岭市政协第十四届委员会由21个界别361名委员组成，包括民主党派、人民团体和社会各界的代表。市政协十四届四次会议期间，政协委员、各民主党派组织和政协各界别组、镇（街道）委员联络组，以提案形式提出意见建议268件。经审查，立案262件，并案后实际交办238件，其中重点提案14件。

### 行政区划
在1983年10月之前，温岭分为九大区一城关镇，还有68个公社（镇），之后人民公社取消，恢复乡建制，68个公社变成68个乡镇。1992年，温岭实施了撤区扩镇并乡，调整了乡镇行政区划。经过“撤扩并”，保存了35个乡镇。但依然存在着乡镇规模过小，密度过大，集镇建设品位不高，低档次规划、低水平建设严重，村镇差异并不明显等问题。2001年，温岭围绕建设现代化中等城市、构筑“一个中心、五大区块”的工作思路，大力推进新型城市化进程，扩大城市框架面积，将35个乡镇调整为5个街道、11个镇。
温岭市目前下辖5个街道、11个镇，以及东部产业集聚区，共有90个社区、579个行政村。
| 区划代码     | 名称     | 面积 （km2) | 人口 （万） | 下级行政区数量 | 下级行政区数量 | 下级行政区数量 |
| 区划代码     | 名称     | 面积 （km2) | 人口 （万） | 社区           | 居委会         | 行政村         |
| ------------ | -------- | ----------- | ----------- | -------------- | -------------- | -------------- |
| 331081001000 | 太平街道 | 37.7        | 15          | 14             | 0              | 13             |
| 331081002000 | 城东街道 | 42.6        | 5.5         | 6              | 0              | 17             |
| 331081003000 | 城西街道 | 18.8        | 7.1         | 6              | 0              | 14             |
| 331081004000 | 城北街道 | 12.2        | 2           | 0              | 1              | 14             |
| 331081005000 | 横峰街道 | 15.9        | 3.2         | 0              | 1              | 23             |
| 331081100000 | 泽国镇   | 63.2        | 20.3        | 4              | 7              | 51             |
| 331081101000 | 大溪镇   | 129         | 13.31       | 0              | 11             | 70             |
| 331081102000 | 松门镇   | 89.6        | 9.3         | 0              | 8              | 48             |
| 331081103000 | 箬横镇   | 117.9       | 14.8        | 0              | 14             | 74             |
| 331081104000 | 新河镇   | 71.4        | 12.2        | 0              | 7              | 62             |
| 331081105000 | 石塘镇   | 28.47       | 6.7         | 0              | 1              | 34             |
| 331081106000 | 滨海镇   | 58          | 7.5         | 0              | 1              | 45             |
| 331081107000 | 温峤镇   | 78.8        | 6.4         | 0              | 4              | 35             |
| 331081108000 | 城南镇   | 120         | 7.5         | 0              | 0              | 49             |
| 331081109000 | 石桥头镇 | 27.1        | 2.9         | 0              | 1              | 16             |
| 331081110000 | 坞根镇   | 34          | 2.6         | 0              | 1              | 14             |
| 331081400000 | 东部新区 | 36.9        |             | 2              | 0              | 0              |

## 经济
改革开放初期，温岭一直是农渔业大县，涌现了一批种植养殖专业户，耕海牧渔也获得了大丰收。进入21世纪，温岭农业进行转型升级，成为国家现代农业示范区，获得了中国果蔗之乡、中国高橙之乡、中国大棚西瓜之乡、中国大棚葡萄之乡、中国草鸡之乡、中国海虾之乡、中国鱼鲞之乡等称号。解放初期的工业几乎一片空白，只有一些机械、纺织、印刷、碾米等零星小作坊。改革开放后，小作坊发展迅猛，泽国牧屿的4位村民筹资9000元，组建了温岭县牧屿牧南工艺美术厂，成为中国第一家股份合作制企业。随后，温岭企业如雨后春笋般出现，为温岭经济提供了源源不断的动能，实现了从农渔业县向现代工贸城市的转变。获得了中国水泵之乡、中国小型空压机之乡等称号。
根据第四次经济普查数据，温岭市共有法人单位24813个，其中私营部门占比99%；从业人员641161人；个体经营户69083个，从业人员169684人；从业人员中37.6%从事制造业，32.8%从事建筑业，11.9%从事批发和零售业，3.5%从事住宿和餐饮业。根据第三次农业普查数据，温岭共有1764个农业经营单位，13.75万农业经营户。2019年温岭实现生产总值1105.13亿元，在浙江省各县市排名第7，台州市第1，比上年增加6.5%，其中，农林牧渔业占比7.0%，工业建筑业占比45.6%，服务业占比47.4%；人均生产总值为90457元，按年平均汇率算为13116美元，排名浙江省第30，台州市第3。温岭2019年常住居民人均可支配收入为50745元，比上年增长9.7%，排名浙江省第40，略高于浙江省平均水平，台州市第3。

### 制造业
温岭的主要工业行业有泵与电机行业、汽车摩托车及配件行业、机床工具行业、鞋帽服饰行业，占温岭工业产值的65.7%。
温岭小型水泵在国内市场占有率达60％，拥有4家上市公司（利欧、新界、东音、大元）。温岭市先导电机技术研究所被工信部评为“国家中小企业公共服务示范平台”，温岭泵与电机产业标准信息公共服务平台收录国内和国际先进标准题录122.75万条，标准文本57.84万件， 其中泵与电机标准信息458条，为长三角地区最为专业的泵业一站式服务网站。
温岭是中国汽摩配产业的重要生产基地之一，近年来呈现加速向新能源汽车领域发展的趋势，形成较强的新能源汽车零部件生产配套能力。钱江锂电研发生产的磷酸铁锂电池供应国内新能源客车厂商，跃升齿轮等企业形成电动汽车齿轮、后驱动桥的配套能力，钱江摩托作为吉利汽车的新能源汽车零部件生产基地。
温岭装备电子（软件）产业基地形成以数控机床、智能装备、电子设备和集成服务为主的格局，爱仕达等企业加快进军工业机器人、高端数控机床、通信终端、集成模块和高铁信号等领域，构建集制造、销售、研发为一体的产业体系。温岭荣获了中国工具名城等称号。
温岭鞋业加快改造提升，“机器换人”应用在了成套鞋业生产线改造、关键环节改造和单个环节改造，温岭童鞋品牌在全国十大童鞋品牌中占据3席。

### 金融业
2017年末，温岭市银行业金融机构各项存款余额1516.6亿元，贷款余额1207.88亿元，贷款不良率1.63％。温岭共有银行业金融机构25家，其中法人机构3家：浙江民泰商业银行、温岭农村商业银行、温岭联合村镇银行。分支机构24家：农业发展银行、工商银行、农业银行、中国银行、建设银行、交通银行、浦东发展银行、中信银行、兴业银行、招商银行、浙商银行、民生银行、华夏银行、平安银行、广发银行、光大银行、邮储银行、杭州银行、宁波银行、台州银行、泰隆银行、温州银行、绍兴银行、稠州银行。农村资金互助社1家，为温岭市箬横镇玉麟农村资金互助社。

### 农林牧渔业

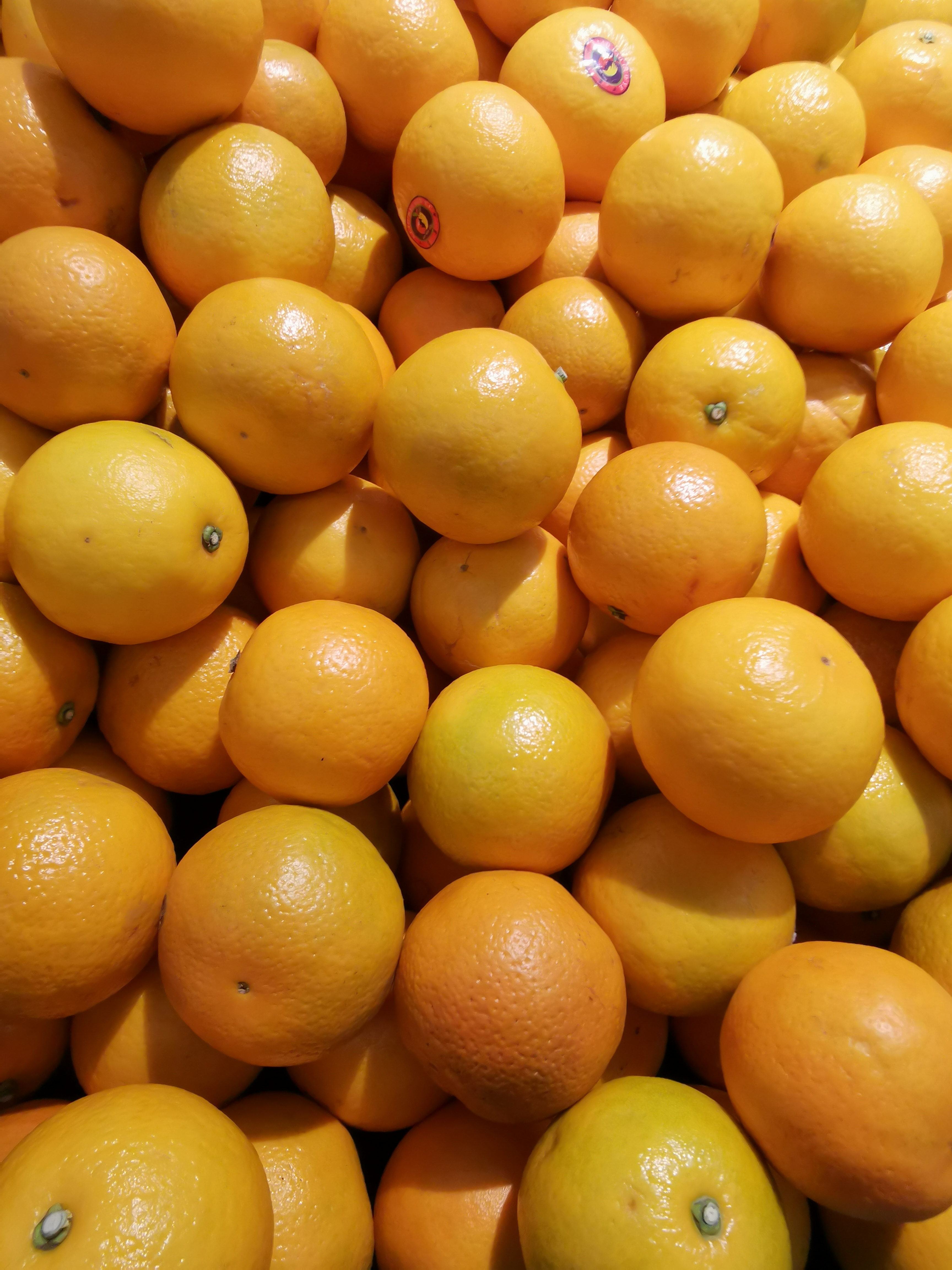
温岭冰糖橙

温岭划定永久基本农田面积43.23万亩，包括粮食生产功能区、现代农业示范区、标准农田质量提升区，耕种收机械化率达到74%。水果种植发展势头强劲，年产值8.71亿元，主要果类包括温岭高橙、甘蔗、柑橘、蜜柚、蜜桃、大棚西瓜、大鹏葡萄、甜瓜等。
温岭是海洋大市，2017年底，全市渔业产值29.92亿元，在册捕捞渔船2005艘，渔业辅助船296艘，海洋捕捞50.2万吨，海水养殖12万吨，淡水养殖1万吨。主要水产品包括带鱼、大黄鱼、小黄鱼、鲳鱼、梭子蟹、虾姑、水潺等。每年会有不同时期针对不同品种的禁渔期。温岭共有渔港6座，中心渔港1座：温岭中心渔港，一级渔港1座：东海塘渔港，二级渔港1座：礁山渔港，未评级渔港3座：观岙渔港、龙门渔港、三蒜渔港。

### 主要企业
上市公司
| 公司全称                             | 公司简称     | 股票代码       | 上市日期       | 乡镇             |
| ------------------------------------ | ------------ | -------------- | -------------- | ---------------- |
| 浙江钱江摩托股份有限公司             | 钱江摩托     | 深交所：000913 | 1999年5月4日   | 温岭市经济开发区 |
| 利欧集团股份有限公司                 | 利欧股份     | 深交所：002131 | 2007年4月27日  | 滨海镇           |
| 浙江爱仕达电器股份有限公司           | 爱仕达       | 深交所：002403 | 2010年5月11日  | 东部新区         |
| 新界泵业集团股份有限公司             | 新界泵业     | 深交所：002532 | 2010年12月31日 | 大溪镇           |
| 浙江跃岭股份有限公司                 | 跃岭股份     | 深交所：002725 | 2014年1月29日  | 泽国镇           |
| 富岭环球有限公司                     |              | NASDAQ：FORK   | 2015年11月4日  | 松门镇           |
| 浙江东音泵业股份有限公司             | 东音股份     | 深交所：002793 | 2016年4月15日  | 大溪镇           |
| 浙江中马传动股份有限公司             | 中马传动     | 上交所：603767 | 2017年6月13日  | 石塘镇           |
| 浙江大元泵业股份有限公司             | 大元泵业     | 上交所：603757 | 2017年7月11日  | 泽国镇           |
| 森林包装集团股份有限公司             | 森林包装     | 上交所：605500 | 2020年12月22日 | 大溪镇           |
| 温岭浙江工量刃具交易中心股份有限公司 | 温岭工量刃具 | 港交所：01379  | 2020年12月30日 | 温峤镇           |
| 浙江泰福泵业股份有限公司             | 泰福泵业     | 深交所：300992 | 2021年5月25日  | 松门镇           |

非上市公司
- 万邦德医药
- 天颂建设集团
- 曙光控股集团

### 在建高楼大厦
- 温岭市第一高楼——温岭中心大厦（在建中），也就是民间说的温岭"喜来登大酒店"。位于九龙湖西侧，九龙大道北侧。旁边有“温岭博物馆”和“温岭文化中心”(在建中)。是由一幢286米的酒店，以及一幢115米的酒店式公寓组成，建成后将成为温岭第一高楼。

- 温岭市第二高楼——银泰超高层写字楼，建筑高度达154.5米。该大楼位于九龙大道北侧、中华北路东侧的城市新区核心区域，南与银泰百货相邻，西与城西街道办事处相邻，建成后将成为温岭第二高楼。

- 温岭市第三高楼——科技创新服务中心（在建中），建筑高度达149.8米，位于温岭火车站站前核心区为温岭市在建超高层建筑中排名第三的高楼。

### 国家级荣誉
- 国家卫生城市
- 国家园林城市
- 中国优秀旅游城市

## 交通

### 公路
现有高速公路2条，西部为 沈海高速，东部为 甬莞高速；国省干道包括： 104国道， 228国道， 225省道、 226省道， 324省道，大石松一级公路，路泽太一级公路及高架。
主要的公路客运场站有温岭市客运中心，用地面积约6.7 万平方米， 为新建的一级站，主要发送省际、市际客运线路。另外还有大溪客运服务有限公司大溪客运站、浙江畅达运输股份有限公司城乡公交车站，分别为二级站和三级站，温岭市泽国客运服务有限公司泽国车站和松门车站为简易站。
主要的货运场站为温岭国际物流中心（大溪），是全省 5个获国家发改委立项的物流业项目之一，该物流中心由物流交易中心、国际业务中心、车辆管理中心、教育培训中心、产品展示中心、管理服务中心六大中心组成，投用后将依托 沈海高速、甬台温铁路、 104国道、大溪海关监管场地，成为集国际、国内业务为一体的浙东南综合物流中心。另外还有康洋、泽国、石粘三个联托运中心。

### 铁路

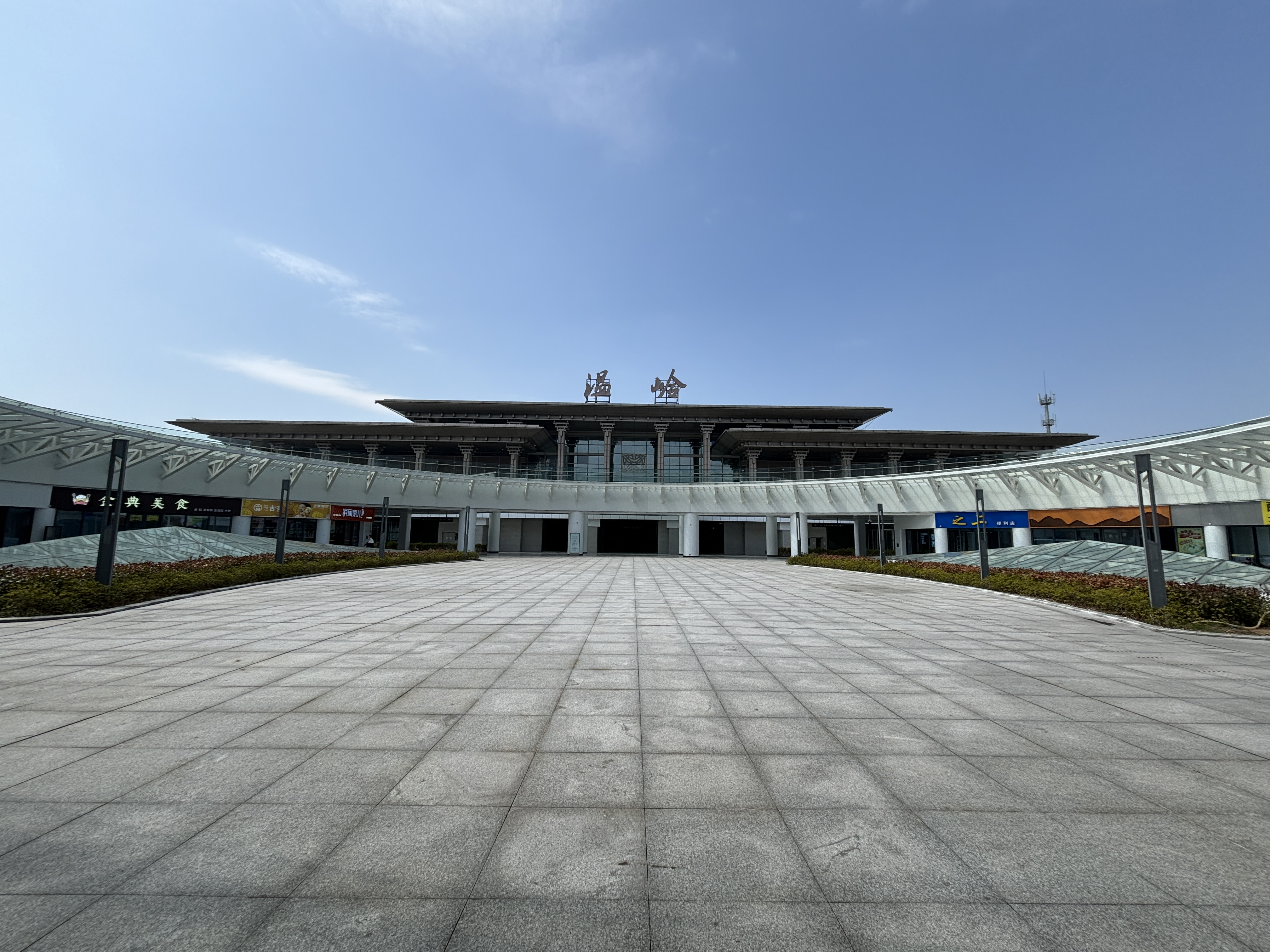
温岭火车站

甬台温铁路通过温岭市西北部，为国家一级双线电气化铁路，设计时速为200公里/小时；在建杭台高速铁路通过贯穿温岭市西部，北连杭州，南至玉环，设计时速为350公里/小时，预计2021年通车；另外有甬台温高铁正在规划中。
温岭火车站位于大溪镇，配置2台4线，现配合杭台高速铁路进行改扩建；

### 市域铁路
台州市域铁路S1线连接温岭市与路桥区、椒江区，经过泽国镇、横峰街道、城西街道、太平街道、城南镇，设有8个站点，分别为：泽国、温岭火车站、汇川王、温岭第一人民医院、九龙大道、万昌路、南屏、城南，已在2022年12月28日正式开通运营。

### 公交
温岭城市公交于1996年11月开通。现在共有线路24条，车辆262辆，线路总长316公里，其中温岭市城市公共交通运输有限公司运营2、3、4、5、6、7、10、12、14、17路；温岭巴士服务有限责任公司运营1、11、13、15、16、18、19、21、24路；温岭市民安城市公交有限公司运营8、9、20、22、23路。客运票价为2元。2019年日均客流量6万人次，乘坐人次逐年增长。中心城区站点300米覆盖率为77%，500米覆盖率为93%。
温岭城乡公交由温岭市城乡公交有限公司运营，截止2019年，共有线路62条。客运票价为：起步价10公里2元，超出里程按0.275元/人·公里计价，以元为整，四舍五入。
市民可以刷温岭市民卡乘车，儿童、革命伤残军人、因公致残的人民警察、老年人、学生可享受优惠减免政策。

### 公共自行车
温岭公共自行车是一个自行车租赁项目，2013年开通，由温岭市公共自行车管理服务中心提供在温岭城区、泽国、温峤、城南、松门、东部新区的服务，台州千里行公共自行车服务有限公司提供在大溪、箬横、新河的服务，两个区域不相通。市民可以持市民卡或市民卡App缴纳押金300元开通自行车租赁功能。单次租赁1小时内免费骑行，超过1小时按1元/小时收费。

### 航空
台州路桥机场位于台州市路桥区，距温岭市区约半个小时路程。开通了黄岩至北京、广州、深圳、武汉、重庆、西安、郑州、长沙、成都、昆明等航线。
规划中的温岭市通用机场位于东浦农场东侧，拟新建A1类通用机场，规划占地面积约550亩，建设一条1200米×30米跑道，并规划建设助航设施、机库、停机坪、航管综合楼等内容。远期拟将跑道向两端延长至1800米，按照3C等级建设。

### 港口
龙门港坐落于松门镇龙门半岛东北端隔海相望的横门山岛东南侧约1.2km处。码头设计建设1000吨级泊位3个、500吨级泊位1个(结构兼顾3000吨级)，以及相应的陆域配套设施和进港接线公路。该项目拥有沿海高桩梁板码头的几乎所有要素，从进港公路、陆域堆场、仓库、栈桥、码头平台、综合办公楼和其他生产生活辅助设施。

## 教育

### 义务教育
温岭户籍人口可以按学区划分就读对应义务教育阶段的学校。流动人口可以按随迁人口积分入学政策报名就读附近学校，未录取的可以到民工子弟学校就读。
温岭共有 101所小学，其中民办6所；37所初中，其中民办6所。2020年小学招生15132人，初中招生14060人。其中包括温岭市联合艺术学校，温岭市青少年业余体育运动学校。
另外还有民工子弟学校11所。

### 普通高中
温岭共有普通高中13所，2020年普通高中招生6170人。

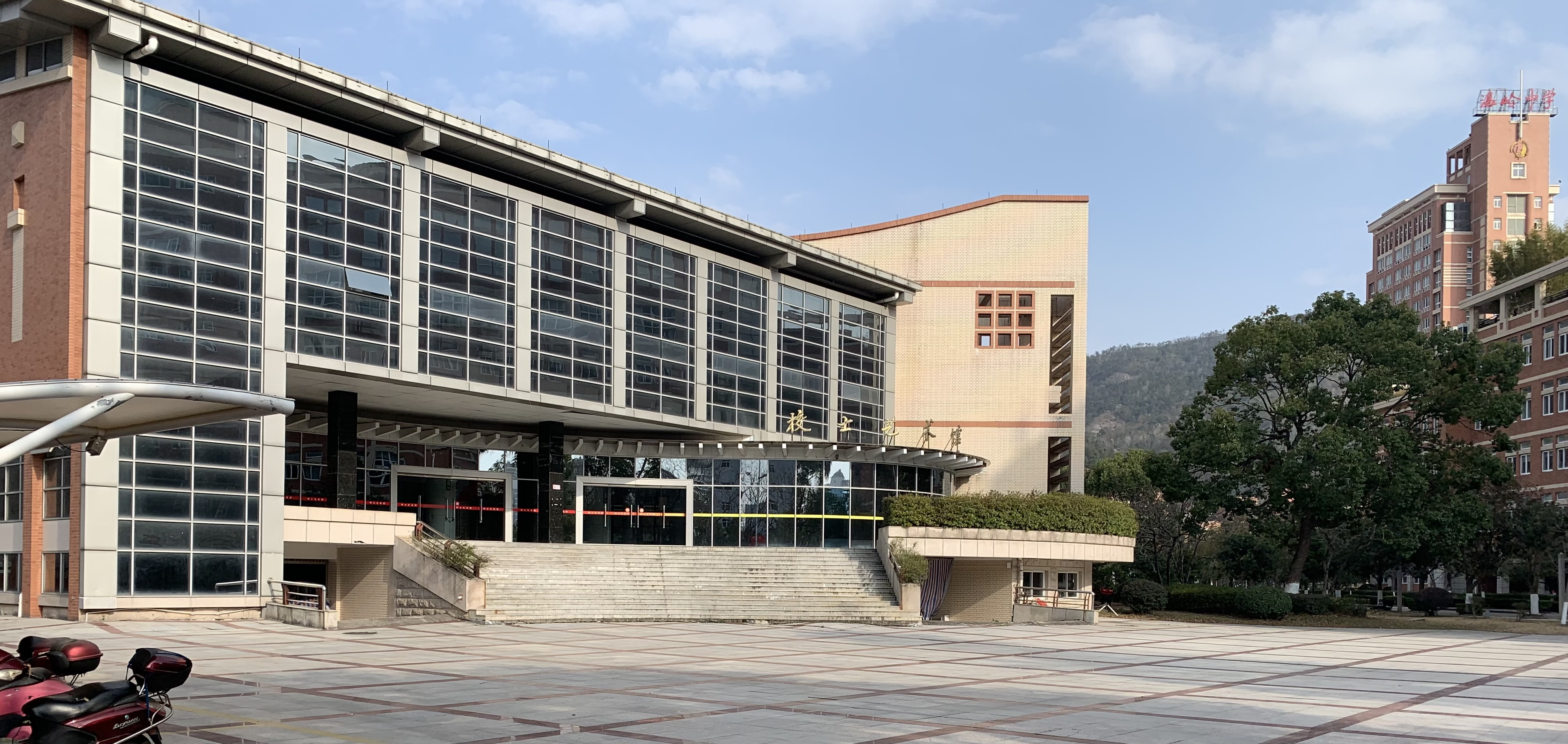
温岭中学

公立
- 温岭中学
- 新河中学
- 市二中
- 箬横中学
- 松门中学
- 大溪中学
- 泽国中学

民办
- 之江高级中学
- 温中双语学校
- 育才学校
- 书生中学
- 繁昌学校
- 育英实验学校

### 职业教育
温岭共有中等职业学校4所，2020年招生5095人。部分专业采用中高职一体化培养，高等职业去省内一些高等职业院校就读。
公立
- 温岭市职业技术学校
- 太平高级职业中学（台州第一技师学院（筹））
- 温岭市职业中等专业学校

民办
- 温岭市书生中学

### 学前教育
温岭共有幼儿园189所，其中公办幼儿园55所，民办幼儿园134所。

### 特殊教育
温岭有1所特殊教育学校，温岭特殊教育学校包含了启智部和听障部，是一所融学前教育、义务教育和职业教育为一体的十五年一贯制公办学校。适龄残疾儿童少年可以在这里就读。
适龄视力残疾儿童可以去浙江省盲人学校就读，适龄听力残疾的儿童可以去台州特殊教育学校就读。

### 培训机构
温岭共有培训机构149家，涵盖了中小学课外培训，艺术培训，体育培训，英语培训，成人培训等。

## 医疗
2017年，温岭共有医疗卫生机构927家，其中公立医院9家，私营医院14家，卫生院（社区卫生服务中心）17家，还有各类卫生院分院、门诊部、社区卫生服务站、村卫生室、诊所、医务室等887家。全市共有卫生人员8764人，医疗机构总床位数5543张，千人床位数4.05张，千人医生护士数5。07人，总诊疗人次1057.23万，比上年同期增加10.49%，出院病人18.82万人，总业务收入35.68亿元。全市无偿献血17552人次，临床用血17957.4U，无偿献血占临床用血比例97.74%。公立医院和卫生院实现“健康台州一卡通”一卡就诊、脱卡结算。

### 疾病预防控制
2017年，温岭共报告甲乙类传染病14种3137例，发病率为224.52/10万；累计报告死亡病18例，艾滋病10例，肺结核8例，死亡率为1.29/10万，病死率为0.57%；包括HIV、登革热、丙肝、丁肝、戊肝、肝炎（未分型）、麻疹、梅毒、出血热、百日咳、布病、疟疾、伤寒副伤寒、乙肝、肺结核、痢疾、淋病、猩红热、人感染H7N9禽流感。温岭市累计感染艾滋病733例，2017年报告146例（本地户籍67例，外地79例），按现住址管理病例736例，死亡92例，其中接受病毒治疗712例。2017年HIV检测量242118份，阳性检出率0.07%。结核病定点医院共登记活动性结核病人771例，其中肺结核737例，结核性胸膜炎32例，肺外结核2例，肺结核发病率53.02/10万。
4种主要慢性病户籍发病病例17446例，其中糖尿病5522例，冠心病急性事件404例，脑卒中5666例，肿瘤5854例。登记高血压患者120060人，管理110022人；登记糖尿病35885人，管理32292人。

### 医院

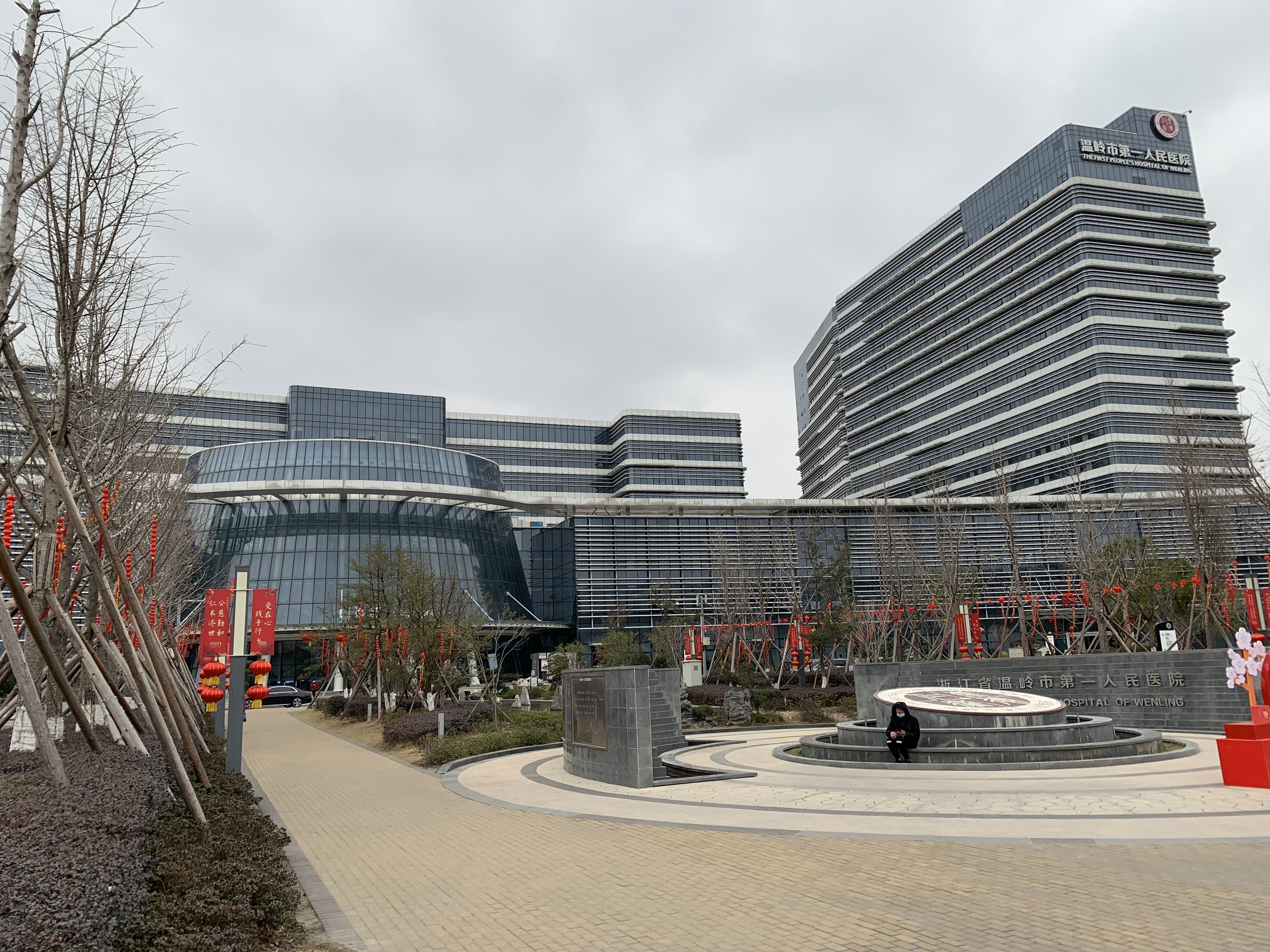
温岭市第一人民医院

公立医院
- 温岭市第一人民医院（三级甲等）[39]
- 温岭市中医院（三级甲等）
- 台州市肿瘤医院
- 台州市中西医结合医院
- 温岭市第四人民医院
- 温岭市妇幼保健院
- 温岭市第五人民医院

私立医院
- 台州骨伤医院（三级甲等）
- 温岭东方医院
- 温岭松门华信医院
- 温岭仁谐老年病专科医院
- 温岭呼吸病医院
- 温岭滨海中山医院
- 温岭南方医院
- 浙江省章友棣骨伤研究所

## 文化

### 饮食
特色食物
- 猪肉饭[40]

温岭本土最有代表性的主食之一，由新鲜猪肉和优质大米一起烹煮。
- 家烧黄鱼

新鲜黄鱼进行烹调，经常搭配年糕块食用。
- 馅糕(书面语又称嵌糕、夹糕)

温岭特色早点之一，用年糕裹着馅料，经常搭配豆腐生一起。年糕使用粳米制作，馅料有炒米面、胡萝卜丝、榨菜丝、油条碎等。
- 食饼筒

端午节的特色美食，食饼用面浆摊成，馅料与馅糕的馅料类似。食饼店会制作食饼皮贩卖，人们在家制作食物。
- 麦饼筒

饼皮用苎(麻)叶、菜叶等捣成泥，掺进面粉中揉成青色的面团，再用擀面棍擀成一张张直径一尺左右的圆饼，放在锅中烙熟即成。馅料同食饼筒的馅料。
- 油鼓(又称泡虾)

常见的街边小吃，用小麦粉和水搅拌成稠糊状，再用特有的器具取上适当的量，往里加上调味好的肉碎作馅，往沸油里一扔，面皮炸至金黄色。
- 鸡子酒(鸡蛋酒)[41]

原料为鸡蛋、红糖、老酒。即可。将四五个鸡蛋打到碗里，均匀地撒上红糖，倒上适量老酒，不需要搅拌，加入适量的水以冲淡酒味，放在蒸锅里蒸熟即可。
- 糖龟[42]

石塘镇的特色小吃，原料是红糖和糯米粉。将红糖拌糯米粉蒸熟后，捣成糖龟坯，然后用糖龟模具印上花纹，晾干后保存。
- 鸡蛋麻糍[43]

麻糍用糯米蒸熟捣烂后做成片状小块，把糍粑煎熟后倒上鸡蛋液煎熟即可，细工序和调味对口感比较重要。

### 文化场所

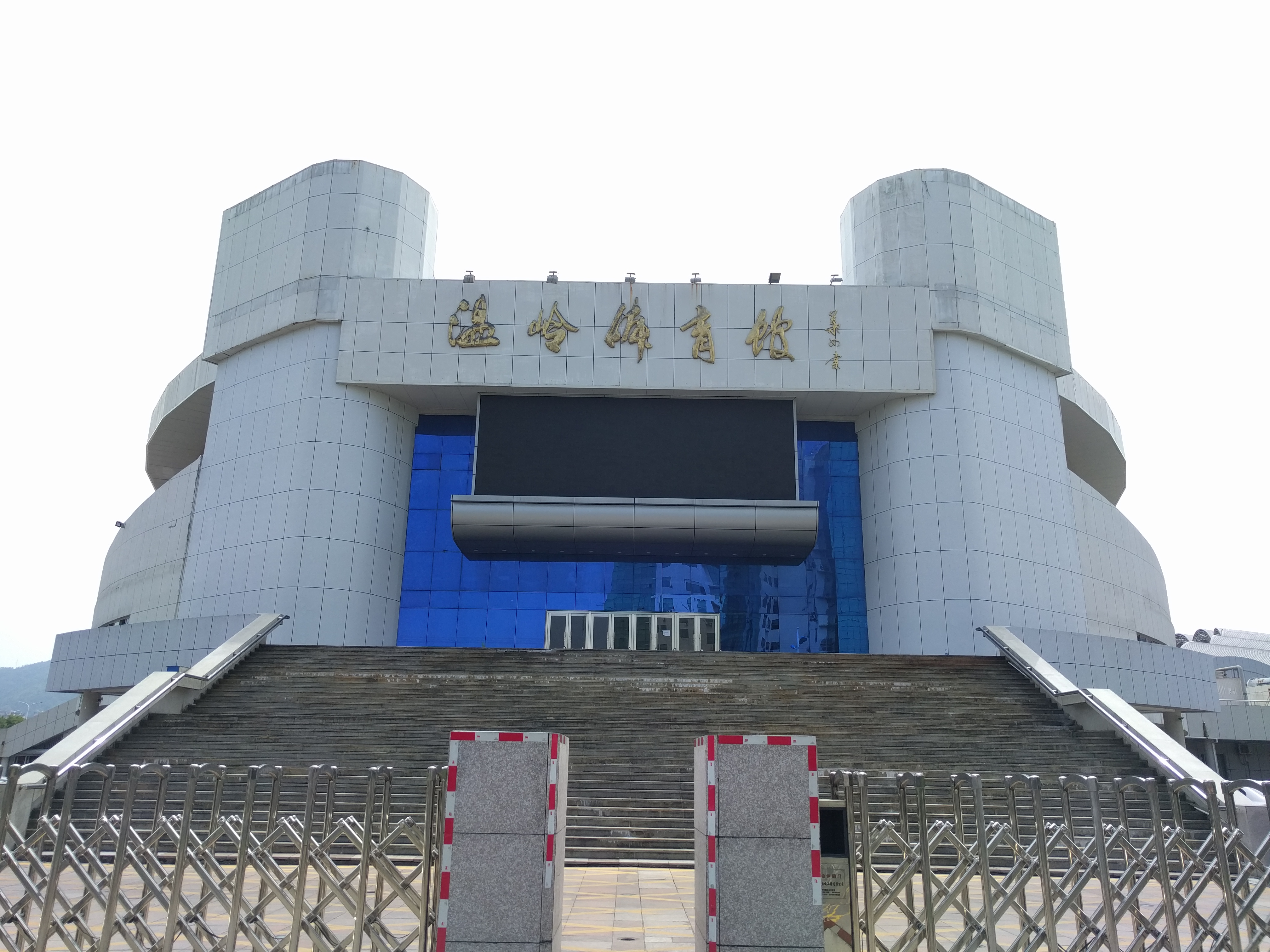
温岭体育馆

- 温岭博物馆
- 温岭市图书馆
- 温岭市文化馆

### 媒体
温岭报纸从1927年《温岭日报(1927年)》出版开始发展，先后有发行过《温岭新闻》、《温岭新报》、《民生日报》、《温岭报》，均已停刊。现有报纸温岭日报为温岭市委机关报。
温岭市融媒体中心成立于2019年10月30日，涵盖了温岭日报、温岭广播电视台、温岭新闻网、掌上温岭 App等服务。温岭人民广播电台收听频率为 103.6MHz。

### 旅游

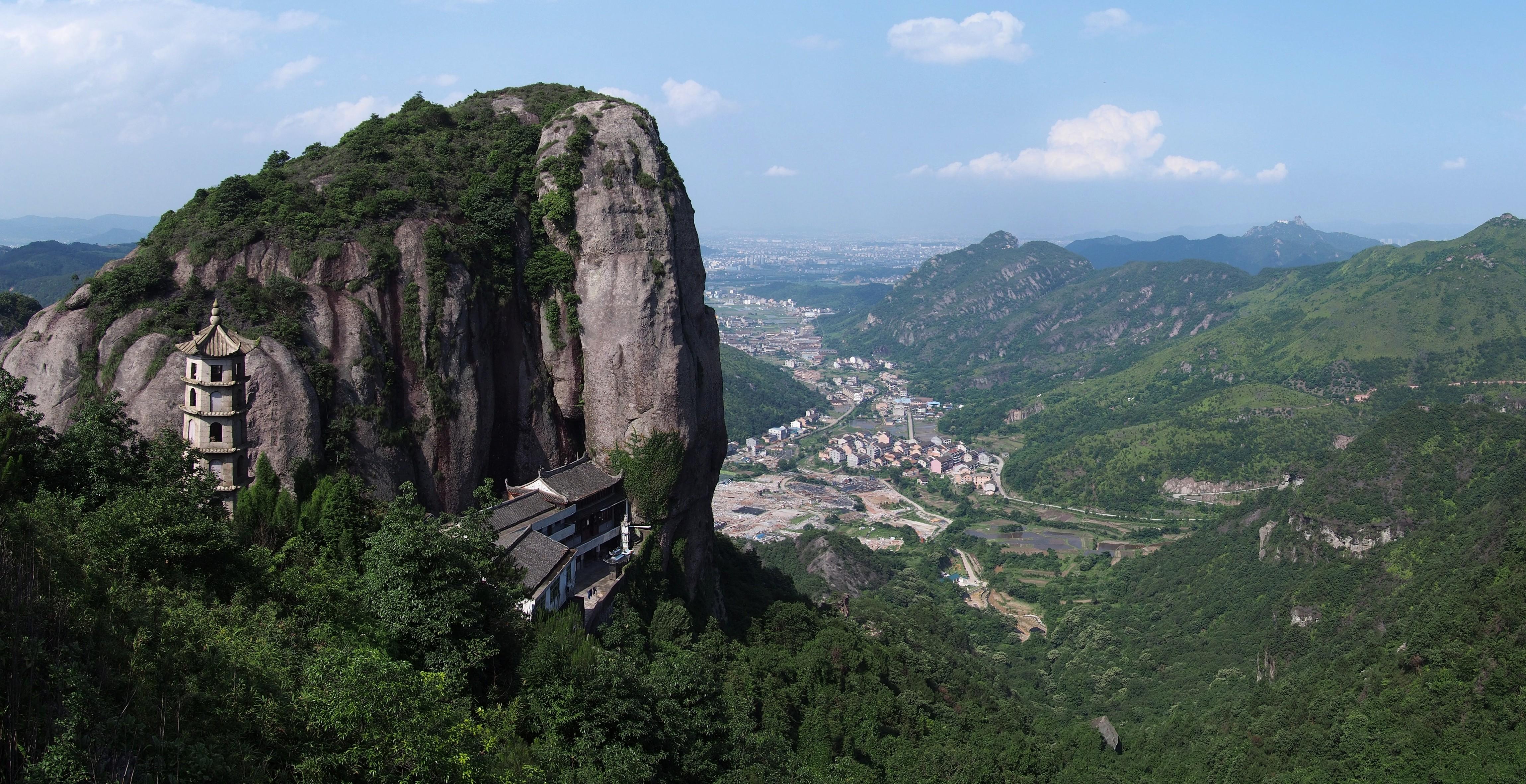
方山

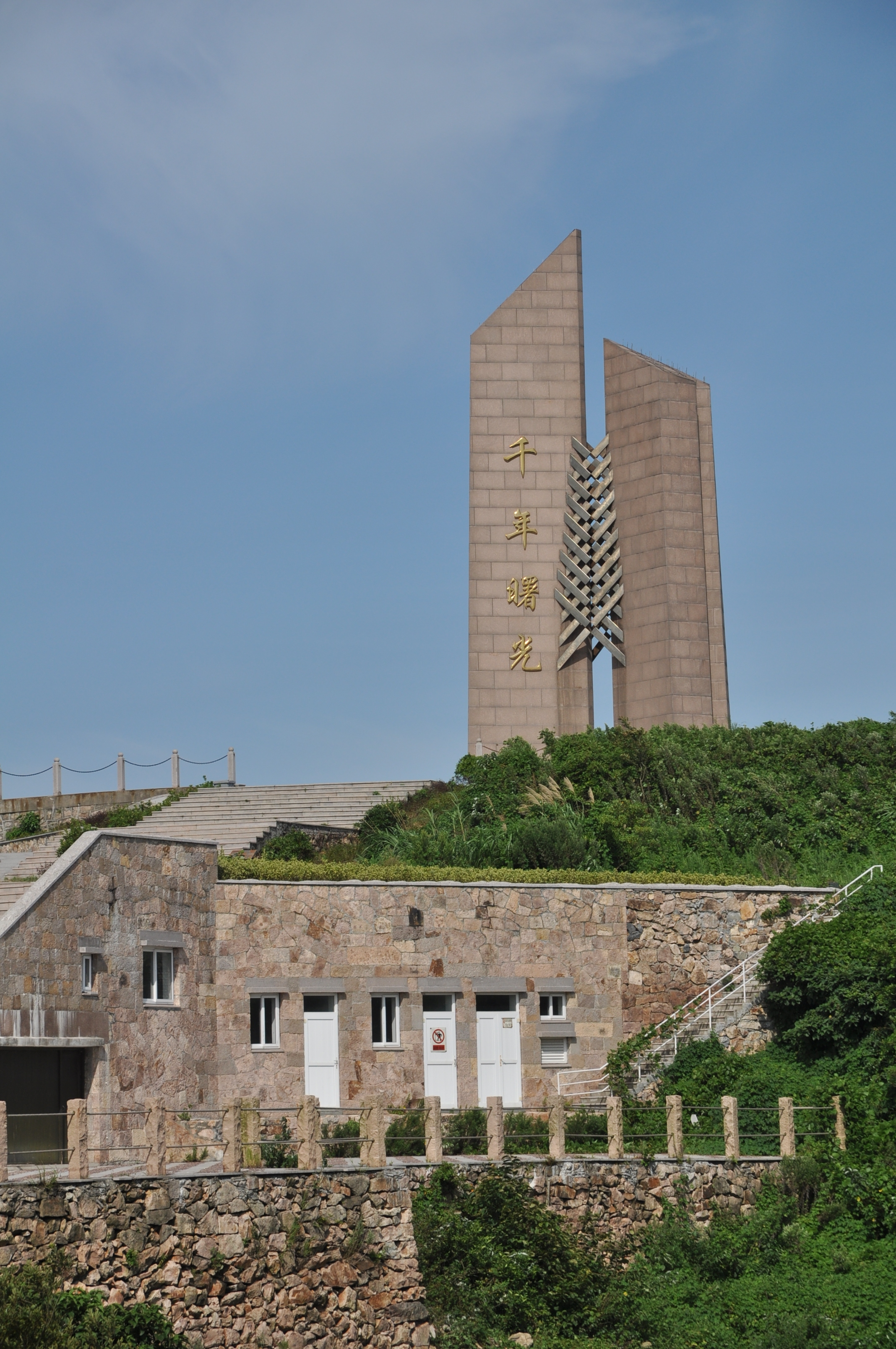
温岭千年曙光纪念碑

- 长屿硐天 - 长屿硐天位于新河镇的长屿，由双门硐、观夕硐、水云硐、灵霄硐、熊猫馆等景点组成，长屿硐群是自南北朝以来人工开采石板后留下来的景观，迄今已有1500多年的历史。熊猫馆内有租借自四川卧龙的两只大熊猫，包括北京奥运会吉祥物的原型熊猫欢欢。
- 方山 - 方山位于大溪镇，由方山、南嵩岩、狮峰三大景区组成。
- 石塘半岛旅游度假区 - 位于石塘镇，由千年曙光碑、滨海绿道、洞下沙滩等景点。依山而建的石街、石屋等已开发为特色民宿。
- 石夫人峰 - 石夫人峰位于温岭城区五龙山公园，是一座奇特的山峰，从远处望去，就像一位女子站在山峰上翘首远望。

全国重点文物保护单位
- 新河闸桥群
- 金清大桥
- 江厦潮汐电站

### 方言
温岭主要通行温岭话，又称太平话，它属于吴语中的台州片，有着上千年的传承历史，在台州范围内极具代表性，除了温岭外，还分布于路桥南部和玉环北部及乐清湖雾南部的部分地区。与同片地区的语言特色不同，温岭方言语气强硬，吐字果断、清晰。
另外，石塘、箬山一带渔区同时通行闽南话。
词汇和俗语
温岭作为一个沿海小城，依山傍海，传统上温岭人的生活方式依赖于农业和渔业。温岭话的俗语也体现了农耕文化和海洋文化这两种不同的风格，涵盖了劳动大众日常生活中的方方面面。
- 老孺人 - 对已婚妇女的称呼。[46]
- 小猢狲 - 指小孩子。小孩子调皮捣蛋，长辈半恼半怒地责骂，听起来，亲切之情多于责备。
- 做生活 - 干活、做事。
- 讨小海 - 在浅海滩上捡贝类等海产品，自己食用或贩卖。
- 赶潮落水 - 争分夺秒。指渔民赶着退潮的时候下海捕鱼。
- 墨鱼笑虮蛄，阔臀乌搭乌 - 比喻两个都有相同的缺点，彼此彼此，不要相互讥笑了。虮蛄是鱿鱼的意思，阔臀是屁股的意思。墨鱼和鱿鱼肚子里都有墨囊，遇敌害逃跑时会放墨汁遮挡视线，趁机逃脱。捕捞上业，它们都是被墨染乌了的。
- 外甥皇帝，娘舅狗屁 - 指舅舅比外甥的地位高，但是外甥的言语却比舅舅的重要，人们对外甥反而言听计从。这句俗语显示出对小辈的溺爱，且不够尊重长辈。

## 友好城市
| 城市或地区                           | 结好时间       | 友好类型     |
| ------------------------------------ | -------------- | ------------ |
| 洛根市（澳大利亚昆士兰州）           | 1995年12月30日 | 友好关系城市 |
| 西区（韩国大田广域市）               | 2006年12月2日  | 友好关系城市 |
| 科克莱省（巴拿马）                   | 2017年9月22日  | 友好关系城市 |
| 博加特耶萨贝（俄罗斯韃靼斯坦共和國） | 2018年5月18日  | 友好城市     |
| 伍珀塔尔（德国北莱茵-威斯特法伦州）  | 2018年12月3日  | 友好关系城市 |

## 相关事件和事故
- 浙江温岭虐童事件 - 2012年揭发的一名幼儿园教师虐待儿童的恶性事件。
- 浙江温岭杀医案 - 2013年10月25日一名患者持刀刺伤三名医生，并致一名医生抢救无效死亡的恶性事件。

- 沈海高速温岭段槽罐车爆炸事故 - 2020年6月13日一起液化石油气运输槽罐车超速行经高速匝道引起侧翻、碰撞、泄出，进而引发爆炸的重大事故。